# 卵形燭光魚
卵形燭光鱼（学名：Polyipnus ovatus）为輻鰭魚綱巨口魚目褶胸鱼科的其中一種。分布於中西太平洋的菲律賓海域，為深海魚類，棲息深度194-209公尺，會進行垂直性洄游，體長可達4.7公分。
其种加词“ovatus”意为“卵形的”。